# Rzeczków (Tomaszów Mazowiecki)
Pour les articles homonymes, voir Rzeczków.
Rzeczków est une localité polonaise de la gmina de Będków, située dans le powiat de Tomaszów Mazowiecki en voïvodie de Łódź.